# Zimmern (Thuringe)
Pour les articles homonymes, voir Zimmern.
Zimmern est une municipalité allemande du land de Thuringe, dans l'arrondissement de Saale-Holzland, au centre de l'Allemagne. En 2015, sa population est de 202 habitants.

## Source de la traduction
- (de) Cet article est partiellement ou en totalité issu de l’article de Wikipédia en allemand intitulé « Zimmern (Saale-Holzland-Kreis) » (voir la liste des auteurs).